# Liste des évêques et archevêques de Kaduna

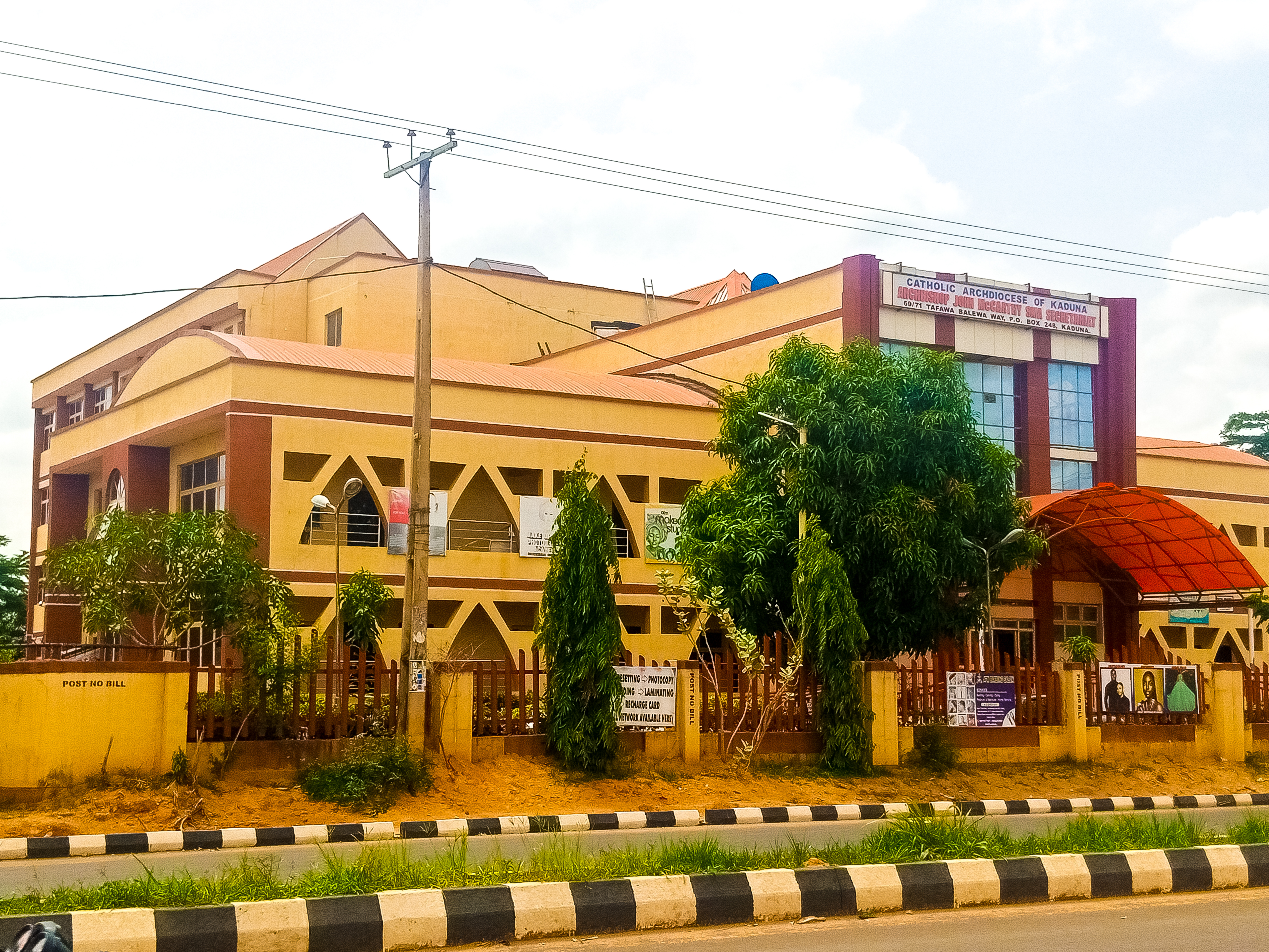
Archidiocèse catholique de l’État de Kaduna.

Liste des évêques et archevêques de Kaduna
(Archidioecesis Kadunaensis)
La préfecture apostolique du Nigéria Oriental a été créée le 24 août 1911 par détachement de celle du Haut-Niger.
Elle change de dénomination et devient la préfecture apostolique du Nord Nigéria le 18 juillet 1929, puis la préfecture apostolique de Kaduna le 9 avril 1934.
Celle-ci est érigée en évêché nigérian de Kaduna le 29 juin 1953, puis en archevêché le 16 juillet 1959.

## Sont d'abord préfets apostoliques
- 1912-1929 : Osvaldo Waller, préfet apostolique du Nigéria Occidental.
- 8 avril 1930-25 avril 1933 : William Porter (William Thomas Porter), préfet apostolique du Nord Nigéria.
- 12 janvier 1934-12 janvier 1943 : Thomas Hugues, préfet apostolique du Nord Nigéria, puis de Kaduna.
- 14 mai 1943-29 juin 1953 : John MacCarthy, préfet apostolique de Kaduna.

## Puis est évêque
- 29 juin 1953-16 juillet 1959 : John MacCarthy, promu évêque.

## Enfin sont archevêques
- 16 juillet 1959-10 avril 1975 : John MacCarthy, promu archevêque.
- depuis le 10 avril 1975-16 novembre 2007 : Peter Jatau (Peter Yariyok Jatau)
- depuis le 16 novembre 2007 : Matthew Ndagoso (Matthew Man-oso Ndagoso)

## Sources
- L'ANNUAIRE PONTIFICAL, sur le site http://www.catholic-hierarchy.org, à la page